# Simón Ruiz
Simón Sandro Ruiz (Esmeraldas, 14 maart 1965) is een voormalig profvoetballer uit Ecuador. Hij speelde als middenvelder, en kwam onder meer uit voor Club Deportivo El Nacional en Club Deportivo Técnico Universitario.

## Interlandcarrière
Ruiz speelde in totaal vier interlands voor Ecuador. Onder leiding van de Colombiaanse bondscoach Francisco Maturana maakte hij zijn debuut op 5 februari 1997 in de vriendschappelijke wedstrijd in Mexico-Stad tegen Mexico (3-1), net als doelman Oswaldo Ibarra en middenvelder Jimmy Blandón.
| Interlands van Simón Ruiz voor Ecuador    | Interlands van Simón Ruiz voor Ecuador    | Interlands van Simón Ruiz voor Ecuador    | Interlands van Simón Ruiz voor Ecuador    | Interlands van Simón Ruiz voor Ecuador    | Interlands van Simón Ruiz voor Ecuador    |
| №                                         | Datum                                     | Wedstrijd                                 | Uitslag                                   | Competitie                                | Goals                                     |
| Als speler van Club Deportivo El Nacional | Als speler van Club Deportivo El Nacional | Als speler van Club Deportivo El Nacional | Als speler van Club Deportivo El Nacional | Als speler van Club Deportivo El Nacional | Als speler van Club Deportivo El Nacional |
| ----------------------------------------- | ----------------------------------------- | ----------------------------------------- | ----------------------------------------- | ----------------------------------------- | ----------------------------------------- |
| 1                                         | 5 februari 1997                           | Mexico – Ecuador                          | 3 – 1                                     | Vriendschappelijk                         | 0                                         |
| 2                                         | 12 februari 1997                          | Ecuador – Uruguay                         | 4 – 0                                     | WK-kwalificatie                           | 0                                         |
| 3                                         | 25 maart 1997                             | Guatemala – Ecuador                       | 0 – 0                                     | Vriendschappelijk                         | 0                                         |
| 4                                         | 2 april 1997                              | Peru – Ecuador                            | 1 – 1                                     | WK-kwalificatie                           | 0                                         |

## Erelijst
Club Deportivo El Nacional
- Campeonato Ecuatoriano

1992, 1996